# Frans-Thaise oorlog

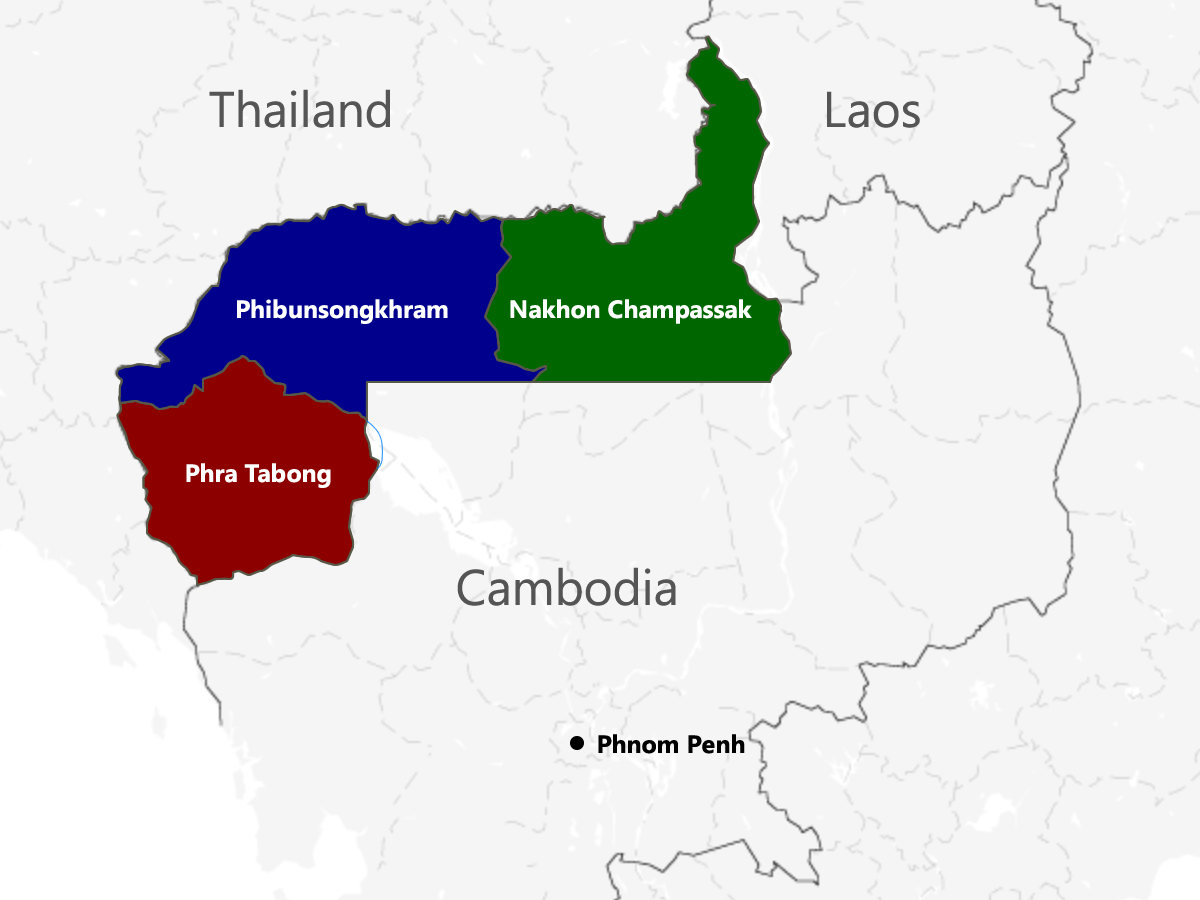
De door Frankrijk aan Thailand afgestane Cambodjaanse provincies werden heringedeeld in vier nieuwe Thaise provincies: Phra Tabong, Phibunsongram, Nakhon Champassak en Koh Kong.

De Frans-Thaise oorlog was een conflict tussen Frankrijk en Thailand tussen oktober 1940 en 9 mei 1941 over Frans-Indochina.
De oorlog eindigde met een Thaise overwinning, maar het waren de Japanners die de wapenstilstand regelden. De betwiste gebieden werden overgedragen aan Thailand.

## Frankrijk
Aan de ene kant stonden de Fransen of beter gezegd het Vichy-Franse regime, dat na de bezetting van Frankrijk de macht over het zuiden van het land en de koloniën had gekregen. Hierbij hoorde dus ook de Franse kolonie Frans-Indochina. Van de Duitsers mocht het Vichy-Franse leger niet te sterk zijn en omdat de havens waren opengesteld voor Japan veronderstelde het Phibun-regime dat ze Frans-Indochina wel aan konden vallen. De Fransen hadden 50.000 man in Frans-Indochina, van wie er 12.000 Frans waren.

## Thailand
Het Thaise leger was redelijk goed bewapend. Het bestond uit 60.000 man, onderverdeeld in vier legers. Het Thaise leger bezat aan artillerie een aantal oude Krupp-kanonnen en moderne Bofors. Het Thaise leger beschikte verder over 60 Carden Loyd-tankettes en 30 Vickers-tanks. De Thaise marine was duidelijk zwakker, maar de Thaise luchtmacht was veel beter dan de Franse. Het had 140 vliegtuigen die van betere kwaliteit waren dan de Franse Morane-Saulnier-toestellen.

## Gewapende strijd
De Thaise luchtmacht gaf de doorslag en de lichtbewapende Franse troepen werden verslagen. Japan regelde de wapenstilstand en de betwiste gebieden van Frans-Indochina werden overgedragen aan Thailand.